# 石川弘道
石川 弘道 （いしかわ ひろみち、1947年5月15日 - ）は、日本の経営情報学者。前高崎経済大学学長。専門は経営情報システム論・経営科学。

## 経歴・人物
埼玉県上尾市生まれ。埼玉県立熊谷高等学校、早稲田大学理工学部卒業。早稲田大学大学院理工学研究科修士課程修了・早稲田大学大学院博士課程単位取得退学。
1981年4月、高崎経済大学経済学部の講師、助教授を経て、1991年4月より教授。経済学部長、大学院経済・経営研究科長、副学長を歴任。2011年4月母体の高崎市から公立大学法人へ移行して最初の学長ならびに法人の副理事長に就任。2017年退任。
2023年、瑞宝中綬章受章。

## 著書
- 『情報活用空間の探求』（単著、中央経済社、1997年）
- 『経営情報の共有と活用』（単著、中央経済社、2001年）
- 『経営情報の活用モデル』（単著、中央経済社、2002年）
- 『落語と情報学』(単著、青蛙房、2002年)

### 共編著
- 『マネジメント情報とインターネット』（共著、中央経済社、2003年）
- 『パソコンによるマーケティングモデル解析[1][2]』（共著、共立出版、2010年・2011年）

## 所属学会
- 日本情報経営学会
- 日本経営工学会